# Bibliothèque universitaire de Copenhague
La bibliothèque universitaire de Copenhague, (en danois : Københavns Universitetsbibliotek), est la bibliothèque de l'université de Copenhague. Fondée en 1482, elle est la plus ancienne bibliothèque au Danemark.

## Histoire
Au début de la Renaissance, la bibliothèque est aménagée dans l'église du Saint-Esprit de Copenhague (Helligåndshuset). En 1653, lors de l'édification de l'église de la Trinité de Copenhague sont construits en même temps, une tour ronde (Rundetårn) avec un observatoire astronomique et une nouvelle bibliothèque. 
L'incendie de Copenhague en 1728 dévaste la majeure partie des 30 000 volumes, dévorés par les flammes, malgré l'aide des étudiants qui ont pu sauver quelques manuscrits.  Après l'incendie de la bibliothèque, celle-ci est restaurée avec le reste de l'église de la Trinité. En 1730, Árni Magnússon, un érudit et collectionneur de manuscrits, lègue sa collection de livres et de manuscrits à la bibliothèque.
En 1807, lors de la bataille de Copenhague, la marine anglaise bombarde la capitale danoise et la bibliothèque est endommagée.
En 1856, l'université lance un concours d'architecture pour la conception d'une nouvelle bibliothèque donnant sur la rue Fiolstræde, juste derrière le bâtiment principal de l'université. Le concours est remporté par l'architecte danois Johan Daniel Herholt. La construction commence en 1857 et le nouveau bâtiment est achevé en 1861. En 1867, la bibliothèque de l'université fusionne avec la bibliothèque Classen, la troisième plus grande bibliothèque de Copenhague à l'époque avec 30 000 volumes.
En 1930, la bibliothèque universitaire devient une institution indépendante relevant directement du Ministre de l'Éducation. Une fois de plus, par manque d'espace, elle est divisée en deux départements en 1938, le second département déménage dans un nouveau bâtiment situé à Nørre Allé à destination des facultés de sciences et de médecine. En 1989, le premier département de la bibliothèque universitaire, pour la théologie et les sciences humaines et sociales, fusionne avec la Bibliothèque royale du Danemark. 
Depuis le 1er janvier 2006, le deuxième département de l'université a également fusionné avec la Bibliothèque royale et a changé son nom en « bibliothèque de l'Université de Copenhague Nord ». Officiellement, le nom de la Bibliothèque royale, a changé pour celui de Bibliothèque nationale et Bibliothèque de l'Université de Copenhague.